# Загрепчанка
Загрепчанка (хорв. Zagrepčanka) — офисный небоскрёб в столице Хорватии городе Загребе, входящий в первую пятёрку самых высоких зданий страны.

## Технические данные и описание
Высота 27-этажного небоскрёба — 95 метров. Размещённая на крыше радиомачта увеличивает общую высоту сооружения до 109 метров. «Загрепчанка» имеет два подземных уровня, которые используются для парковки автомобилей. Здание обслуживают 8 лифтов.
Небоскрёб является частью архитектурного комплекса, который включает в себя трёхуровневые бизнес-объекты, арт-инсталляцию и фонтан.
Башня «Загрепчанка» состоит из трёх частей. Центральная часть имеет 26 этажей, западное крыло — 21 этаж, восточное крыло — 19 этажей. Фасад здания облицован плитами из белого мрамора и зеркальным зелёным стеклом. На пространстве между 25-м и 26-м этажами имеются 23 треугольных выступа. Центральный корпус имеет 24 балки, а боковые крылья — по 23. Боковые корпуса гиперболически изогнуты по отношению к вертикальной оси.
В оформлении небоскрёба использованы мозаики, созданные известным хорватским художником Эдо Муртичем.

## История
В первой половине 1960-х годов градостроительные программы Загреба предполагали развитие и застройку периферийного района города под названием Трне. По мере реализации этих программ, на территории района возросло число жилых площадей, вследствие чего Трне ощутил острую нехватку деловых и коммерческих зданий. Для решения этой проблемы администрация города в 1968 году объявила тендер на предоставление земельного участка на углу улицы Пролетарских бригад и Савска-Цеста, с условием обязательной постройки на нём здания с деловыми площадями.
Тендер выиграла строительная компания Vranica из Сараево, которая доверила создание чертежей будущего здания архитектурному бюро «AGI-46». Авторами проекта выступили: Славко Елинек, в лице главного архитектора и Берислав Винкович, в качестве ассистента. Эскизный проект офисного небоскрёба для тендера был разработан в 1969 году, а основные чертежи, согласно данным строительной и проектной документации, были закончены в январе 1970 года. Проект был одобрен Институтом градостроительства города Загреба в 1970 году с дополнительными замечаниями относительно границ подземного гаража, конструкции и размещения пристроек на участке, выбора материалов и организации пространства вокруг здания.
Строительство «Загрепчанки» продолжалось с июля 1970 года по декабрь 1976 года. Общая стоимость инвестиций составила около 500 миллионов югославских динаров. Помимо строительной компании Vranica, выступившей в качестве генерального подрядчика, монтажные работы в пристройке к небоскрёбу выполняли монтажная компания Monter из Загреба и Instalater из Превалье. Торжественное открытие небоскрёба состоялось 23 декабря 1976 года по случаю дня Югославской Народной Армии. В здании разместились 39 компаний и организаций, среди которых были Petrokemija, INA, Jadranbrod, Monter, а также офис Люблянского банка, который занял пристройку к небоскрёбу.

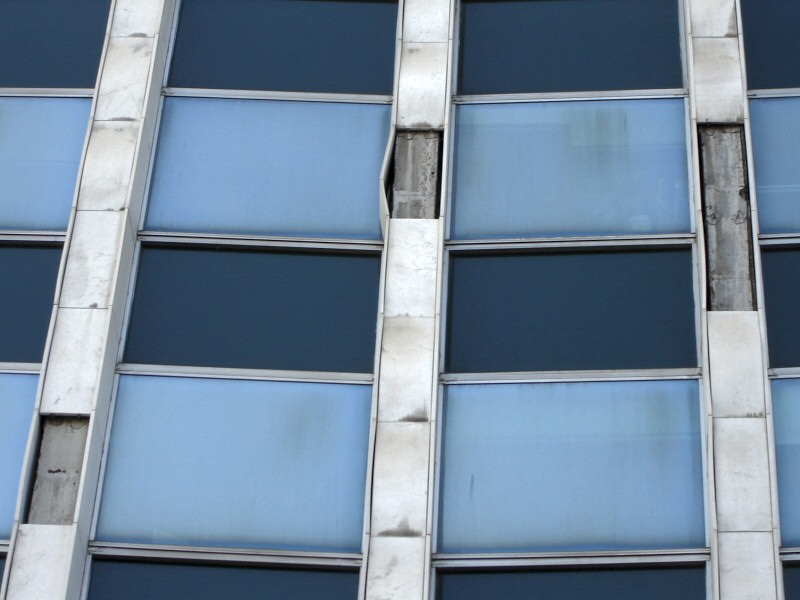
Так выглядят повреждения здания (отсутствие плиток) на восточном крыле

В 1980-х годах с фасада здания на землю начали падать тяжёлые мраморные плиты. Чтобы защитить посетителей небоскрёба от падающих плит, в 1990-х годах Винкович и Елинек со своим сыном Грозданом, спроектировали пристройку, которая должна была располагаться вдоль восточного крыла здания, однако её возведение было отложено из-за недостаточного финансирования. Замена панелей на фасаде западного крыла началась в 2002 году, на фасаде восточного лишь в 2014, южную часть небоскрёба с колоннами на террасах восточного и западного фасадов ремонтировали с 2016 по 2018 год, а замена панелей на зубчатой стене и вовсе была завершена лишь в 2022 году. Все работы выполнила компания Plussys из Загреба, которая заменила мраморные плиты гранитными, выбранными по согласованию со Славко Елинеком и Городским институтом охраны памятников культуры и природы.

## Оценки
Ещё на этапе проектирования Загрепчанка привлекла огромное внимание прессы, которая в позитивном ключе освещала весь ход работ вплоть до торжественного открытия небоскрёба в 1976 году, нередко присваивая зданию названия, вроде «Загребская красавица» и «Стройная красотка». После завершения строительства, небоскрёб стали называть «мраморным городом в миниатюре», имея в виду богатство материала, использованного для облицовки фасада и его декора.
Также после ввода здания в эксплуатацию его изображения стали помещать на почтовые открытки с видами Загреба. Спустя три года после постройки Загребский центр социологических исследований провёл опрос жителей хорватской столицы, по результатам которого загребчане назвали новый небоскрёб одним из символов города.
Также, Загрепчанка вошла в рейтинг пяти «самых гармоничных зданий Загреба в XX веке», составленный хорватским искусствоведом Радованом Иванчевичем. Помимо общественного и экспертного признания, небоскрёб не обошло стороной и внимание со стороны правительства, которое включило здание в Реестр культурного наследия Республики Хорватия и присвоило ему статус охраняемого культурного объекта.

## Галерея

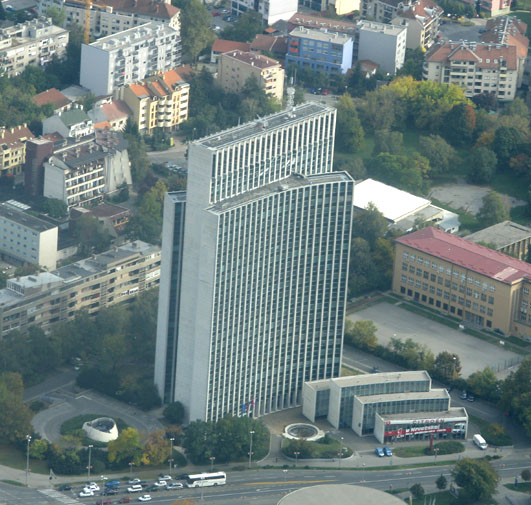
Вид на «Загрепчанку» сверху (с западной части Савской ул.)
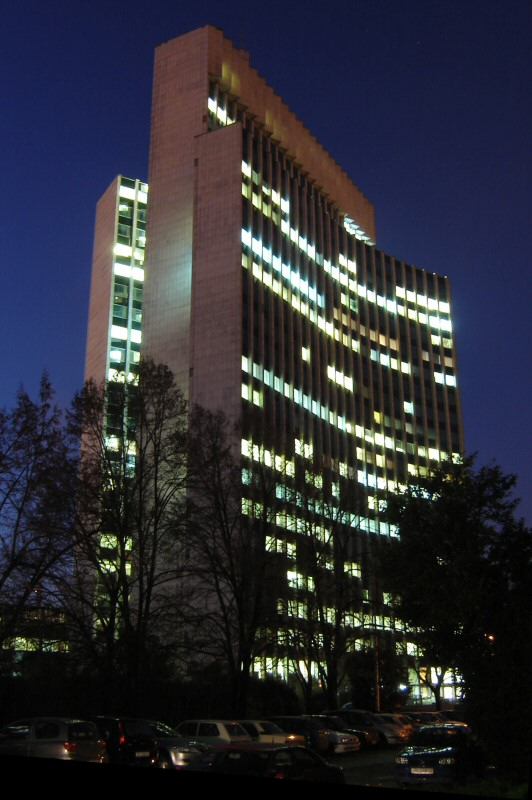
«Загрепчанка» в темное время суток
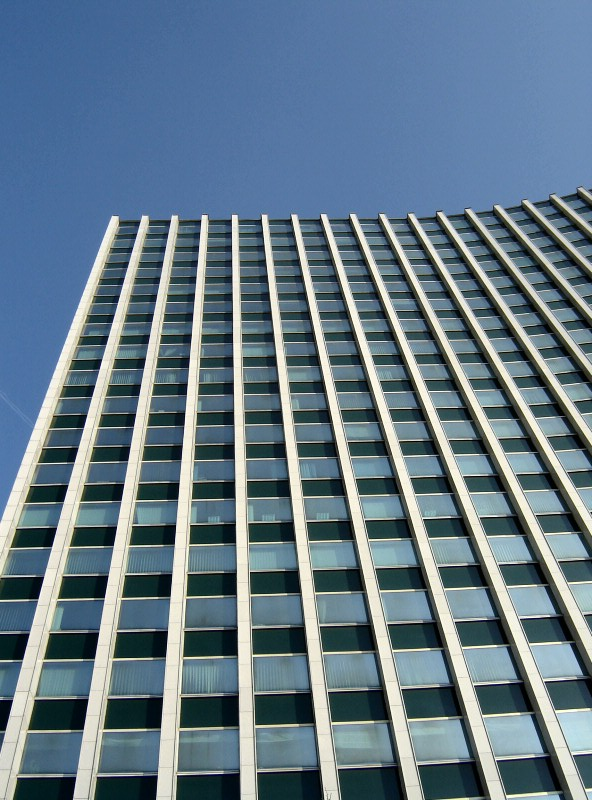
Западное крыло небоскрёба
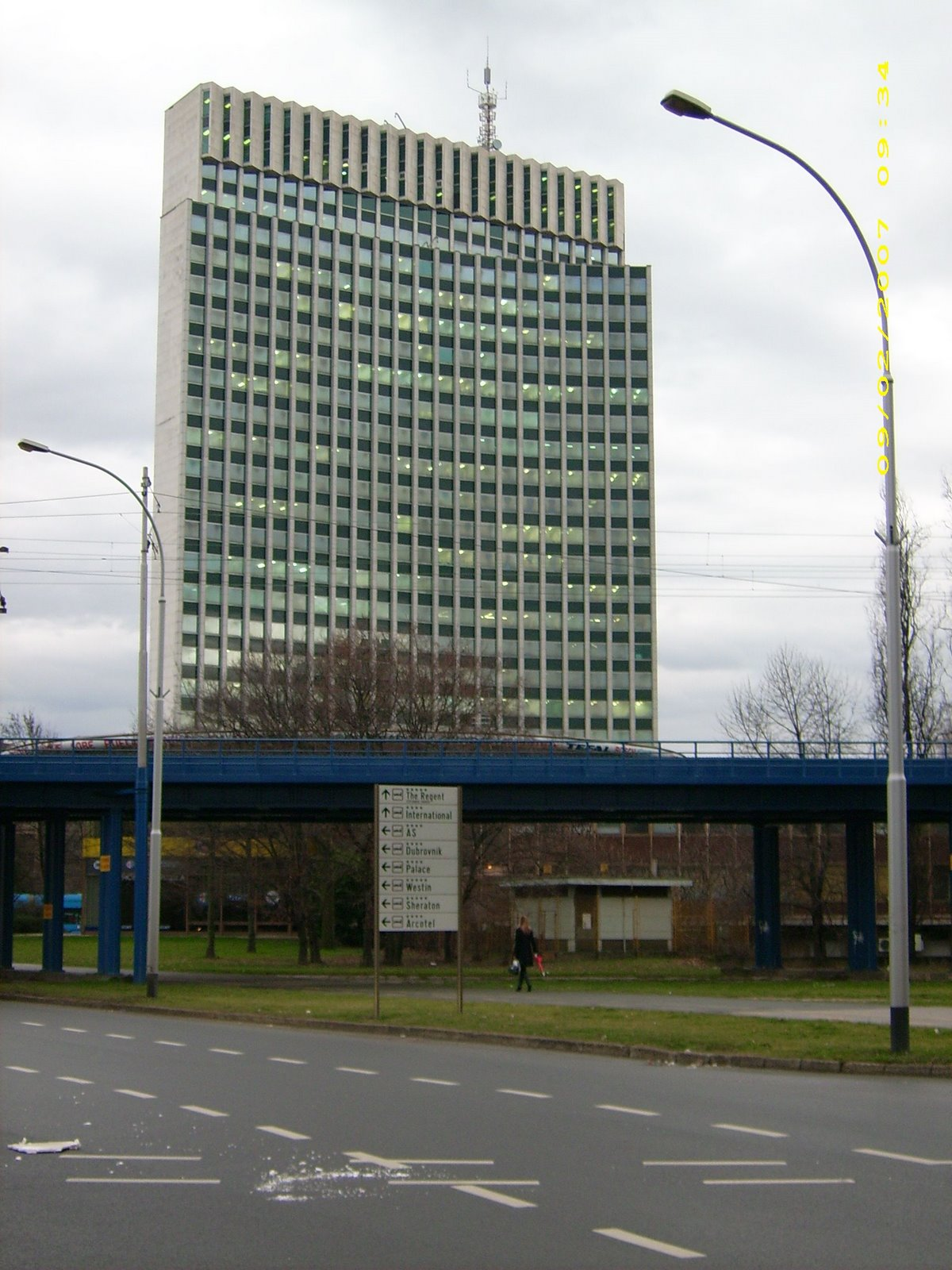
Вид на «Загрепчанку» с запада через железнодорожные пути